# 고려장
고려장(高麗葬)은 고려 시대에 늙고 병든 사람을 지게에 지고 산에 가서 버렸다는 고려의 관습과 문화로 세간에 알려져 있다.현대에 와서는 노인멸시, 노인차별, 노인학대 등을 가리킬 때 비유적으로 매우 자주 쓰이는 단어이기도 하다.

## 실체

### 노인 학대를 엄벌하던 고려의 제도
고려 시대에는 반역과 더불어 불효를 중죄로 여겨 엄벌하였으며, 따라서 충효를 중시했다. 《고려사》에 “조부모나 부모가 살아있는데, 아들과 손자가 재산을 달리하고 공양을 하지 않을 때는 징역 두해에 처한다”고 하였다. 또한 국왕이 효행이 있는 사람과 노인들에게 잔치를 베풀어주고 선물을 하사하였다는 기록이 남아있다.
송나라의 서긍(徐兢, 1091년 ~ 1153년)이 지은 〈고려도경〉에는 극빈한 자식이 부모의 장례를 지내지 못하여 어쩔 수 없이 주검이 까마귀밥이 되게 하는 이야기를 소개하였는데, 살아 있는 노부모를 죽도록 내다버렸다는 내용과는 분명히 다르다는 사실을 볼 때, 고려에서 노부모를 함부로 내다버리지 않았다는 주장은 더욱 설득력을 갖는다. 풍장은 본래 죽음을 삶의 일부분으로 여기는 철학에서 시작된 장례 풍습으로 최대한 자연스러운 모습으로 죽고, 죽은 뒤 다른 생명들의 삶에 보탬이 되고자 하는 마음에서 시작된 굉장히 자연스러운 장례 풍습이다. 장례를 치를 돈이 없어서 풍장을 하는 것이 절대 아니다. 티베트과 같은 종교적인 나라에서는 세상을 떠나기 전 풍장을 삶의 마지막으로 선택하는 사람들이 있는데, 풍장을 전문적으로 돕는 일을 업으로 삼는 사람들이 있다.

### 고려장이 역사상 최초로 등장하는 기록
또한, 조선왕조실록에서
예조에 교지를 내리기를,

“사람의 자식으로 부모가 살았을 때는 효성을 다하고, 죽어서는 슬픔을 다하는 것은 천성(天性)이 저절로 그렇게 되는 것이고, 직분(職分)으로서 당연히 해야할 것이다. 고려 말기에 외방(外方)의 무지(無知)한 백성들이 부모가 죽으면 도리어 간사한 마음으로 즉시 그 집을 무너뜨리고, 또 부모가 거의 죽어갈 때에, 숨이 아직 끓어지기도 전에 외사(外舍)로 내어 두게 되니, 비록 다시 살아날 이치가 있더라도 마침내 죽음을 면하지 못하게 되었다. 장사를 지내는 날에는 향도(香徒)1343) 들을 많이 모아서 술을 준비하고 풍악을 베풀기를 평일과 다름이 없이 하니, 어찌 유속(遺俗)이 아직까지 없어지지 아니하였는가. 아아. 사람은 진실로 각기 상도(常道)를 지키는 천성(天性)이 있으니, 누가 그 부모를 사랑하지 않으리요마는, 다만 오래도록 습속(習俗)에 젖어 이를 생각하지 못하는 것뿐이다. 지금부터는 유사(攸司)가 나의 지극한 마음을 몸받아 교조(敎條)를 명시(明示)하여, 가가(家家)로 하여금 구습(舊習)의 오점(汚點)을 환히 알도록 하여 자신(自新)해서 인효(仁孝)의 풍속을 이루게 할 것이다. 만약 혹시 고치지 않는다면 감사(監司)와 수령(守令)은 엄격히 금지할 것이다.”하였다.
 — 조선왕조실록(세종실록) <구습의 오점을 고치고 인효의 풍속을 이루게 하라고 예조에 교지를 내리다> 세종 44권, 11년(1429 기유 / 명 선덕(宣德) 4년) 4월 4일(기묘) 3번째기사

### 조선시대 세종실록의 해석에 다른 반론
라고 기록되어 있는데, 조선왕조실록에도 고려장으로 추정할 만한 풍습에 관련된 내용이 수록되어 있다는 주장은 '외사(外舍)로 내어 두게 되니'라는 구절을 '밖에 내다버리니'라고 오독한 것을 확대해석한 것이고, 외사(外舍)는 '안채'인 내사(內舍)와 대비되는 '바깥 행랑채'를 일컫는 말이다. <국조인물고國朝人物考>의 기록을 참고하면 이해하기 쉽다.
칠원공(漆原公, 이언결)이 말년에 심양(心恙, 심병心病)이 있어서 외사(外舍)에 거처하게 되자, 공이 정성을 다해 보호하고 봉양을 함에 늘 문밖에서 선잠假寐을 자고 옷에 띠를 풀지 못한 것이 여러 해였고, 대고(大故)를 당하자 공의 나이 이미 예순이 가까웠는데도 집상(執喪)을 예절에 지나치게 하였다.
 — 國朝人物考 中
더구나 노모를 지게에 진 채 산에 올라 깊은 산중에 노모를 버린 아버지의 아들이 아버지가 늙으면 아버지를 져다 버릴 것이다 하여 스스로 지게를 가지고 하산하려는 모습을 보고 노모를 버린 아버지가 자신의 어리석음을 깨닫게 된다는 이야기는 본래 중국의 〈효자전〉이 이야기의 출처고, 또한 사신이 문제를 내고 버려진 노모가 풀었다는 〈어머니의 지혜〉로 전해져 오는 이야기는 인도의 〈잡보장경〉 ‘기로국연조’가 원전이다.

## 고려장을 주제로 한 작품
김기영 감독이 1963년에 제작한 흑백 영화 고려장이 대표적이다. 그 외에 전상국 작가가 1978년에 발표한 '고려장'이라는 단편 소설도 있다.

## 같이 보기
- 고려장 (마을)